# Пољопривредни факултет у Мошонмађаровару
Принц Алберт Казимир Саксонски и Војвода Тешенски је 1818 године основао приватну институцију високог образовања за Пољопривреду у Мосонмађаровару која је легални претходник данашњег Факултета пољопривредних и прехрамбених наука Мосонмађаровара. Правно и практично ово је најстарија институција високог образовања за Пољопривреду у свету. Језик образовања био је латински у почетку, а касније немачки и мађарски. Године 1872. неки наставници одвојили су се од матичне институције и основали Пољопривредни универзитет у Бечу. Године 1874. ова институција је функционисала као највиша образовна установа под називом „Мађарска Краљевска Академија Ратарства“. Успешно комбинујући високо образовање са истраживањима, професорски кадар с краја 19. века основао је десет експерименталних станица у Мађаровару, успостављајући тако цео систем мађарског професионалног истраживања.
Факултет је организован у девет института. Он запошљава преко 80 наставника и истраживача. Са површином од 600 хектара на фарми обуку обезбеђује простор за практичну обуку. Библиотека факултета од 100.000 књига је у служби истраживања и образовања са 252 часописа на мађарском и енглеском језику, као и дигитализованом базом података.
Главна област обуке на Факултету пољопривредних и прехрамбених наука је пољопривредна обука, укључујући и постројења, заштите животне средине,  науке о животињама, економије, биотехнологије, руралног и пољопривредног развоја, као и заштите животне средине. У просторијама овог факултета се одржавају различите културне манифестације, између којих и Мошон модел шоу.
Nikolaus Lenau, познати мађарски песник је студирао овде.